# Setchellanthus caeruleus
Setchellanthus caeruleus är en tvåhjärtbladig växtart som beskrevs av Townshend Stith Brandegee. Setchellanthus caeruleus ingår i släktet Setchellanthus och familjen Setchellanthaceae. Inga underarter finns listade i Catalogue of Life.